# Joe Lewis
Pour les articles homonymes, voir Joe Lewis (homonymie) et Lewis.
Joe Lewis (7 mars 1944 à Knightdale (Caroline du Nord) - 31 août 2012) est un fulleur américain, qui a eu une carrière exemplaire entre les années 1960 et 1970 et qui est considéré comme un des pionniers du kickboxing.

## Biographie
Joe Lewis étudia le karaté Shorin-ryu avec Eizo Shimabuku, Kinjo Chinsaku et Seiyu Oyata à Okinawa, alors qu'il faisait son service militaire dans les Marines. On lui décerna une ceinture noire en moins de 7 mois. Par la suite, il pratiqua les arts martiaux sous l'influence du fondateur du Jeet Kune Do, Bruce Lee.[réf. nécessaire]
Son impressionnante carrière lui valut le surnom du « Plus grand Karatéka de tous les temps ». Il sera champion des Etats-Unis en 1966.[réf. nécessaire]
Il est également un vétéran de la guerre du Viêt Nam. Il s'est ensuite reconverti en tant qu'acteur et a fait quelques apparitions télévisées et a joué dans quelques films. Il a été marié avec l'actrice Barbara Leigh. 
Il a continué à donner des séminaires et à travailler dans l'industrie du divertissement jusqu'à la fin.
Il est décédé le 31 août 2012 à l'âge de 68 ans.

## Filmographie
- 1979 : Nom de code : Jaguar (Jaguar Lives!) d'Ernest Pintoff : Jonathan Cross dit le Jaguar
- 1981 :  Force 5 (en) (Force: Five) de Robert Clouse : Jim Martin
- 1988 : Bloodfight 2: Death Cage de Robert Tai : M. Kent
- 1992 : Leather Jackets de Lee Drysdale : Barfly
- 1995 : Mr. X de Godfrey Ho : Mr. X
- 1995 : Bloomoon de Siu-Hung Leung : Le combattant n°1
- 1997 : The Cutoff d'Art Camacho : L'inspecteur Parnelli
- 2012 : Kill 'em All de Raimund Huber : Carpenter
- 2015 : Death Fighter de Toby Russell : Conrad